# Англо-зулусская война
Англо-зулусская война 1879 года — война между Великобританией и Страной зулусов. После того, как лорду Карнарвону удалось создать Канадскую федерацию, было принято решение аналогичным путём создать конфедерацию из нескольких африканских королевств и бурских республик. В 1874 году сэр Генри Фрер был направлен в Южную Африку с этой целью. Препятствием для британских планов было существование нескольких независимых республик и Зулуленда с его армией. 11 декабря 1878 года Фрер направляет зулусам ультиматум, не согласовав этот вопрос с британским правительством. После отказа короля зулусов Кечвайо принять ультиматум, Фрер направил в Зулуленд армию лорда Челмсфорда. Эта война вошла в историю несколькими знаменитыми сражениями, такими как разгром британского батальона при Изандлване или оборона миссии Роркс-Дрифт. Итогом войны стала ликвидация зулусской независимости.

## Причины войны
Росту напряжённости способствовало во многом уникальное положение зулусской державы, сохранившей к 1870-м годам свою независимость, военную организацию и традиционный уклад жизни. При Кечвайо войско зулусов насчитывало 25-30 тыс. человек, при помощи английского торговца Дж. Данна был создан отряд воинов, вооружённых огнестрельным оружием, делались попытки организовать кавалерию. Войско зулусов являлось самой мощной, крупной и дисциплинированной силой африканцев в Южной Африке.
В 1877—1878 годах возросло политическое давление на Кечвайо, которого колонисты изображали в качестве жестокого тирана, пытавшегося возродить самые кровавые обычаи, существовавшие во времена Чаки. В этих условиях Кечвайо проявлял максимум выдержки. Его главным стремлением было сохранить мир, так как он хорошо понимал безнадёжность открытого военного столкновения с европейцами.
Неизбежность военного столкновения между зулусами и Великобританией стала очевидной после британской аннексии Трансвааля в апреле 1877 года. Эти действия являлись частью более широкого плана по объединению всей Южной Африки под властью Великобритании в составе Южно-Африканской конфедерации. Сохранение независимости зулусов этот проект не предусматривал. Наоборот, существование независимой зулусской державы виделось как главное препятствие на пути к этой цели.

## Ультиматум
11 декабря 1878 года верховный комиссар Южной Африки сэр Бернард Фрер предъявил королю зулусов Кечвайо ультиматум, основными условиями которого были роспуск зулусского войска, отказ от сформированной Чакой военной системы, свобода действий для английских миссионеров в Зулуленде, а также согласие на размещение в Зулуленде британского резидента, который должен был следить за соблюдением условий ультиматума и присутствовать при разрешении любых конфликтов, в которых участвовали европейцы или миссионеры. Фактически, речь шла о превращении королевства в протекторат Британской империи.
Хотя на исполнение требований ультиматума был предоставлен один месяц, уже в день вручения ультиматума на границе провинции Наталь были сосредоточены шесть пехотных батальонов с артиллерией и вспомогательными войсками. В дальнейшем британцы не прекращали подготовку к военной экспедиции.

## Боевые действия
Отказ Кечвайо выполнять условия ультиматума 11 декабря 1878 года дал англичанам повод к объявлению войны. 11 января 1879 года с разрешения британского правительства армия под командованием Фредерика Огастаса Тезигера, лорда Челмсфорда, совершила вторжение на зулусскую территорию. Британские войска двигались в составе трёх колонн и состояли из 5000 британцев и 8200 африканцев.
22 января 1879 года в первом крупном сражении у холма Изандлвана численно превосходящая армия зулусов уничтожила отряд под командованием полковника Э. Дернфорда и подполковника Генри Пуллейна; зулусы не брали пленных и уничтожили свыше 1300 солдат, но и сами понесли серьёзные потери (около 3000 убитых).
22-23 января 4-5 тысяч зулусов совершили набег на пограничный пост Роркс-Дрифт, который обороняло 139 английских солдат, но после десятичасовой битвы были вынуждены отступить, понеся большие потери (в окрестностях Роркс-Дрифта после сражения было найдено около 400 погибших зулусов).
28 января 1879 года 1-я колонна, которой командовал полковник Чарльз Пирсон, была окружена зулусами в краале Эсхове, осада британского лагеря здесь продолжалась до 4 апреля 1879 года.
После этих сражений Кечвайо направил к британцам несколько гонцов с предложениями заключить мир, но ответа не получил. Так как у Кечвайо не было планов вторжения в Натал, наступило относительное затишье в войне, и британцы получили возможность оправиться от потерь и дождаться подкреплений.
12 марта в сражении на берегу реки Интомбе зулусы атаковали британский отряд, 62 из 106 английских солдат были убиты.
Но к этому времени британцы подготовились к новому наступлению, а 28 марта 4-я колонна полковника Генри Ивлина Вуда атаковала зулусов у Хлобане, но на подмогу к зулусам прибыла армия в 26 000 человек, и британцы были побеждены. Их потери убитыми составили 15 офицеров и 210 рядовых (из них 100 африканцев).
На следующий день, 29 марта 1879 года, 20 тысяч зулусских воинов без разрешения Кечвайо напали на лагерь Вуда у Камбулы, в котором находились 1800 европейских и 900 туземных солдат, но потерпели поражение, потери британцев составили 84 человек убитыми, зулусов — более 1000 убитыми. Битва при Камбуле считается переломным моментом в войне.
Тем временем 29 марта лорд Челмсфорд выступил во главе армии, состоящей из 3400 европейских и 2300 африканских солдат, на помощь осаждённой в Эсхове 1-й колонне. 2 апреля он победил зулусов в бою у Гингиндлову, а 4 апреля прибыл в Эсхове, положив конец двухмесячной осаде.
После поражений у Камбулы и Гингиндлову Кечвайо был готов пойти на мир, но лорд Челмсфорд решил продолжать войну до полного разгрома зулусов. 4 июля произошла последняя битва в войне. Объединённая британская армия Челмсфорда нанесла сокрушительное поражение зулусам, которыми командовал Кечвайо, в битве у королевского крааля Улунди. Потери зулусов составили 1500 человек, британцы потеряли 10 человек убитыми и 87 ранеными.

## После войны
28 августа 1879 года Кечвайо был взят в плен и доставлен в Кейптаун. Власть династии потомков Чаки прекратилась, страна зулусов была разделена между 13 «вождями», которые подчинялись британским «резидентам», при этом главным, «белым вождём» всех зулусов был назначен европеец Джон Данн. В соответствии с мирным договором, зулусы должны были выплачивать налог «на хижины и скот».
Каждый «вождь» подписал договор, где он обещал отказаться от военной системы зулусов. На одном из первых мест в договоре также стояло обязательство поощрять мужчин отправляться на заработки в Наталь или другие британские территории. Также «вожди» обязались запретить практику «вынюхивания» колдунов и их последующей казни, отказаться от ввоза огнестрельного оружия и разрешать все споры с другими «вождями» при посредничестве британского резидента. В остальном зулусы получили полную автономию.
Однако это «урегулирование» не принесло мира. Уже в 1880 году в Зулуленде фактически началась гражданская война между Сибебу, Хаму, Дж. Данном и сторонниками свергнутого Кечвайо.
В 1883 году территория королевства зулусов была разделена между тремя вождями: Сибебу, Ухаму и Кечвайо, который был возвращен англичанами в Зулуленд.
Весной 1883 года вождь племени мандлакази Сибебу, власть которого распространялась на северную часть страны, начал войну. 30 марта 1883 года он напал на долину Мсебе, а 21 июля 1883 года — напал на крааль Улунди, убив многих сторонников Кечвайо. Сам Кечвайо был ранен в сражении, он был вынужден бежать и 8 февраля 1884 года умер в краале Эшове. Вплоть до дня своей смерти Кечвайо выступал против привлечения европейцев к участию в междоусобных войнах.
Сопротивление зулусов было окончательно подавлено в 1887 году, к этому времени они были согнаны в несколько административно-территориальных образований, наиболее крупным из которых являлся «Зулуленд» — пространство между рекой Тугела и рекой Умзимкулу общей площадью 27 тыс. км².
Последнее восстание зулусов имело место в 1906 году, после того, как в январе 1906 года власти ввели подушевой налог на всё взрослое мужское население. Восстание под руководством вождя Бамбата продолжалось с мая по июнь 1906 года, на его подавление было брошено свыше 5 тыс. солдат и волонтёров, в результате восстания были убиты 4 тыс. зулусов.

## Память, отражение в литературе и искусстве
Про сражение у Роркс-Дрифт в 1964 году был снят художественный фильм «Зулусы».
В 1979 году вышел фильм «Рассвет зулусов».
Ей посвящён один из скетчей в фильме «Смысл жизни по Монти Пайтону».
Шведская пауэр-метал-группа Sabaton посвятила свою песню «Rorke's Drift» битве за Роркс-Дрифт